# Podvečer, Milenci (Jindřich Wielgus)
Podvečer nazývaný také Milenci je pískovcová skulptura v nadživotní velikosti od akademického sochaře Jindřicha Wielguse (1910 – 1998). Skulptura je umístěna v exteriéru na Hlavní třídě v Ostravě-Porubě v Moravskoslezském kraji.

## Další informace
Materiálem skulptury je hořický pískovec a dílo je umístěno poblíže rohu náměstíčka na Hlavní třídě na vyvýšeném podstavci a vznikalo v letech 1961 až 1963.
Sousoší ztvárňuje v hrubých a ladných rysech postavu muže a ženu v pololežící pozici. Obě postavy se na sebe vzájemně dívají. Tvorbu díla, vytvářeného v období socialistického československa, provázely spory komise a autora o jeho podobě. Jindřich Wielgus nesouhlasil s připomínkami ostravské komise. Komise vytýkala nevhodné spojení partií nohou obou postav, strnulou pozici mužské postavy, proporcionální nevyvážení mužské hlavy vůči tělu aj. Z těchto důvodů si Wielgus vyžádal posouzení nové (pražské) komise, která byla s dílem spokojena a  dílo mohlo vzniknout. Renovace díla byla uskutečněna v roce 1990.

## Galerie

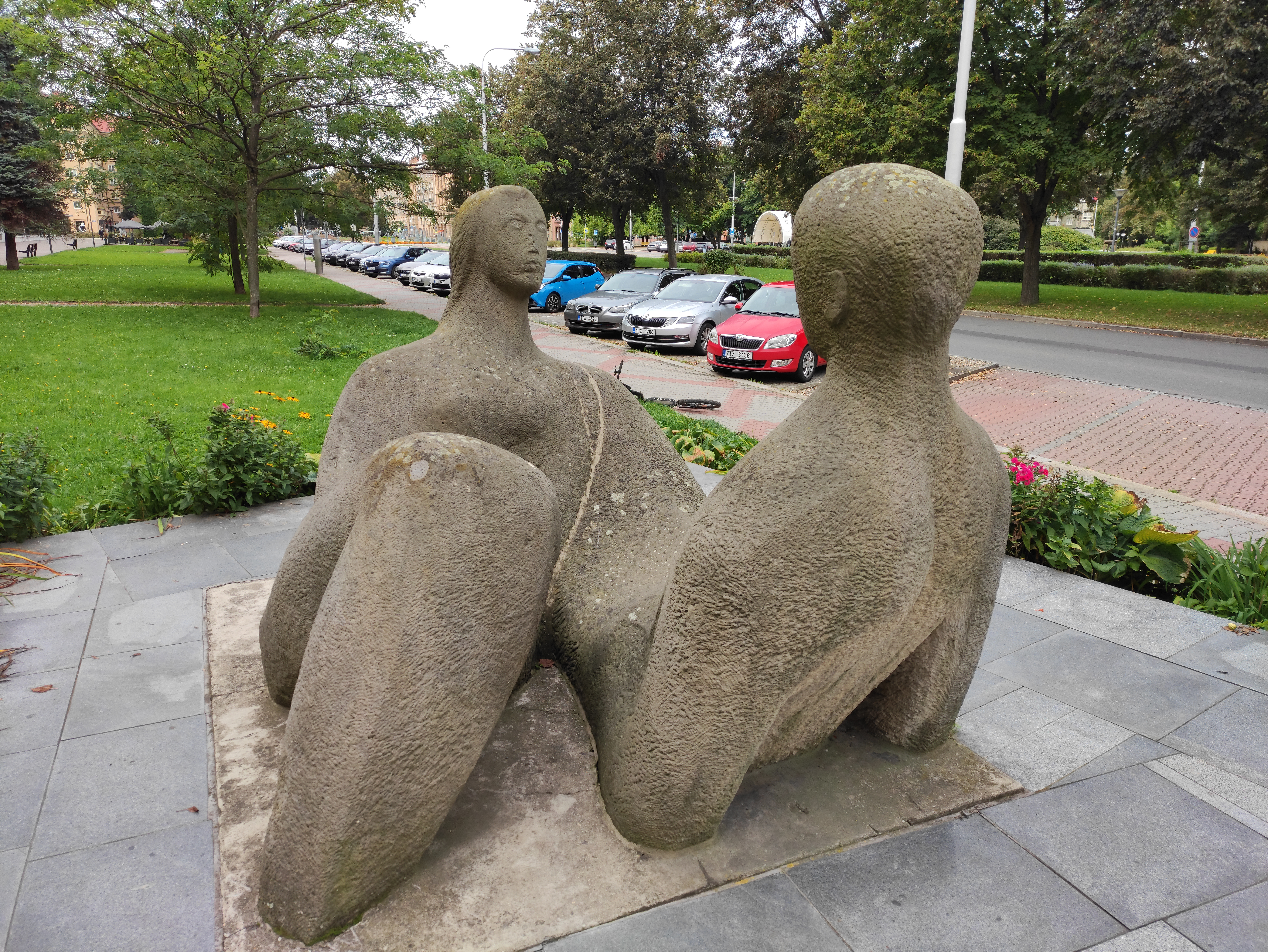
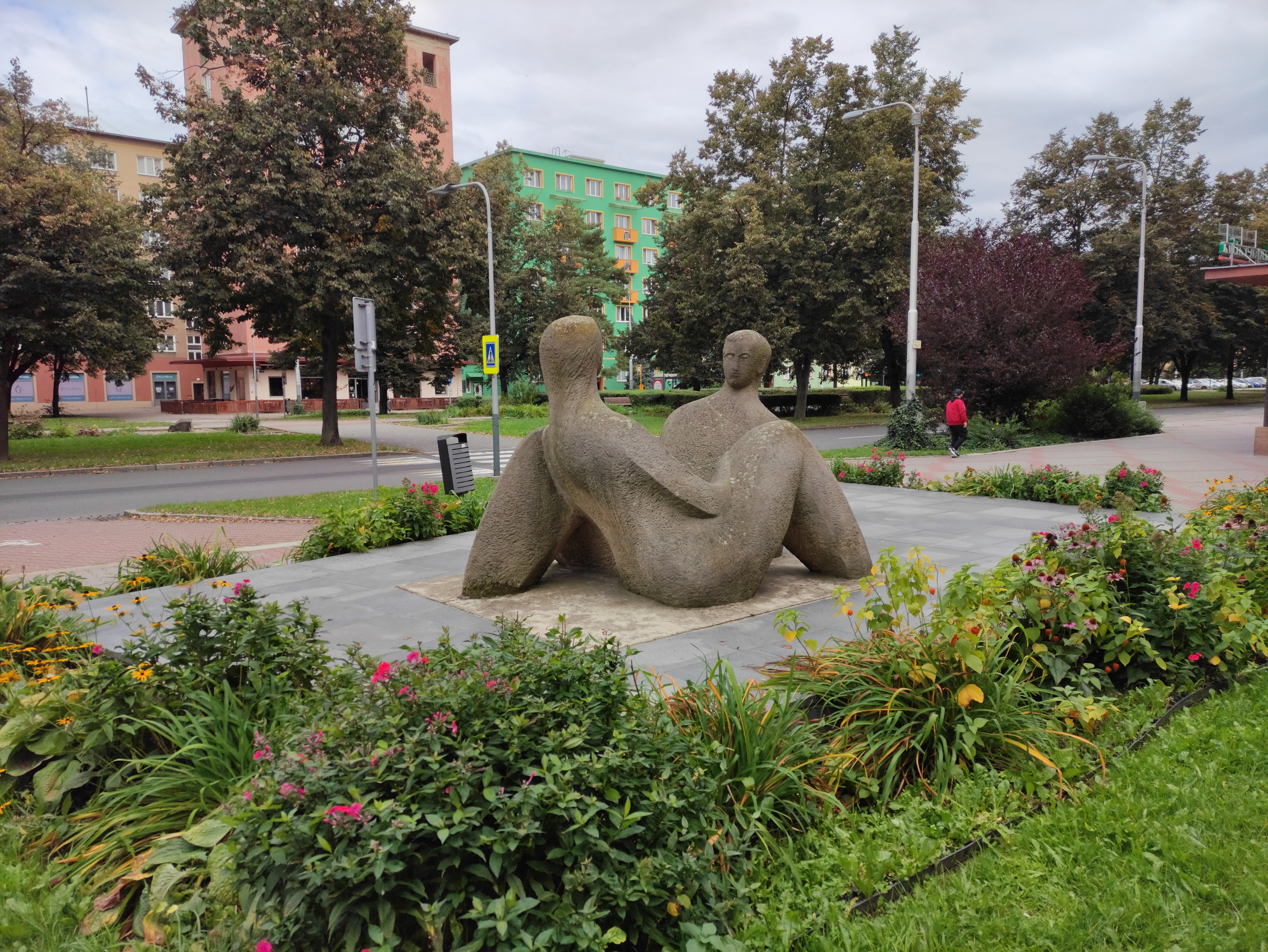